# Sif
La diosa Sif en la mitología nórdica es una diosa Æsir, esposa de Thor y madre de Ullr, Lóriði y Þrúðr.
Sif simboliza la fidelidad y las cosechas por su cabello rubio, con el cual ayudaba a su desarrollo.
Una vez Loki, por envidia a su poder, le cortó las largas y rubias trenzas mientras Sif dormía. Thor lo atrapó y amenazó; Loki pidiendo clemencia, prometió que los enanos, los hijos de Ivaldi, harían a Sif unas trenzas de oro puro que crecerían como cabello natural.
Sif tiene apariciones en la Edda prosaica y en la Edda poética, así como en la poesía escáldica.
Aparece en las películas del universo Marvel de Thor como una guerrera asgardiana de cabello negro, interpretada por Jaimie Alexander.

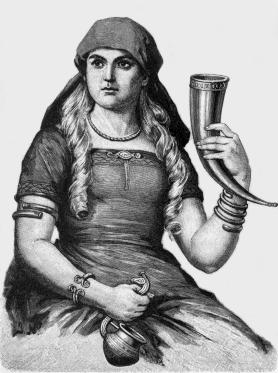
Esta imagen ha sido extraída de una traducción Sueca de la Edda del en la que se muestra el pelo rubio.